# Kabul Khan
Kabul Khan o Qabul Khan (1085 circa – 1147) è stato un condottiero mongolo.
Figlio di Tumbinai Khan e di Setchen, fu Khan dell'Impero Mongolo e diretto progenitore di Gengis Khan.

## Vita
Per diritto di discendenza era Khan dei Mongoli; a capo del clan Borjigin della tribù dei Kiyad, Mongoli praticanti il cristianesimo nestoriano, fu eletto Khan dei Mongoli dal 1130 al 1147 . Condusse personalmente le scorrerie sulle terre dei Tatari ed attaccò con alterni successi la Cina nell'XI secolo, innalzando enormemente la reputazione dei guerrieri Mongoli.
Allestì una confederazione di Khanati Mongoli che però si sciolse alla sua morte. Fu riconosciuto Khagan o Gran Khan dalla Dinastia Jīn. Nominò suo successore il cugino Ambaghai Khan, figlio di Sengun Bilge dei Taidjud.

## Discendenze
Kabul Khan fu sposato con Goa Kulkua degli Ongirrat. Ebbe 7 figli:
- Okin Barkak
- Bartan Baator, padre di Yesugei, padre di Gengis Khan
- Kutuku Monggur
- Kutula Khan
- Kulan
- Qadaan
- Todoen Ochijin